# Calyptothecium burmense
Calyptothecium burmense är en bladmossart som beskrevs av Edwin Bunting Bartram 1943. Calyptothecium burmense ingår i släktet Calyptothecium och familjen Pterobryaceae. Inga underarter finns listade i Catalogue of Life.